# Ctenichneumon scutellaris
Ctenichneumon scutellaris är en stekelart som först beskrevs av Maurice Pic 1899.  Ctenichneumon scutellaris ingår i släktet Ctenichneumon och familjen brokparasitsteklar. Inga underarter finns listade i Catalogue of Life.